# Mariacarla Boscono
Mariacarla Boscono, née le 20 septembre 1980 à Rome, est un mannequin italien. 

## Enfance
Mariacarla Boscono est née à Rome en Italie. Elle a passé une grande partie de son enfance à voyager en raison du travail de son père. Avant sa naissance, ses parents vivaient dans différents pays et se sont ensuite installés à Rome. 
La famille passa quelques années en Italie puis aux États-Unis ; 
Elle y fréquente une école. Âgée de 9 ans, Boscono déménage avec sa famille en Afrique, dans un village entre Malindi et Mombasa. Boscono décrit ses années en Afrique comme la période « la plus fantastique de sa vie »[réf. nécessaire].

## Carrière
À l'âge de 17 ans, elle est encouragée par sa mère et par un ami photographe à devenir mannequin. Boscono choisit de terminer ses études d'abord. Peu de temps après avoir terminé ses études secondaires, elle s'envole pour New York, signe  un contrat avec l'agence de mode DNA Model Management à New York et dans une autre agence à Milan, ville où elle débute pour la saison 1996-1997,. Elle devient l'une des mannequins préférées de Karl Lagerfeld,. Son manager est alors Piero Piazzi.
Par la suite elle est représentée par Women Management à Milan Paris et New York. En 2005, elle est nommée porte-parole de Hennes & Mauritz, en remplacement de Kate Moss. En 2006, elle troque ses longs cheveux noirs pour une coiffure qui rappelle le court blond platine de Jean Seberg.
Elle est apparue dans des campagnes publicitaires pour : Shiatzy Chen, Chanel, Blumarine, Moschino, Etro, Givenchy, Yves Saint Laurent, Jean Paul Gaultier, Alessandro Dell'Acqua, Escada, Marc Jacobs, DKNY, Diesel, Roberto Cavalli, Alberta Ferretti, Armani Exchange, Dolce & Gabbana, Barneys New York, François Nars (cosmétiques, maquillage), John Galliano, Hermès, Lanvin, Loewe, Prada, Pucci, Missoni ou Salvatore Ferragamo. Certaines de ces campagnes font que le tournant de sa carrière se situe vers les années 2000 où elle rencontre un large succès.
En 2002, Mariacarla Boscono défile pour soixante-dix créateurs de mode entre New York, Milan et Paris. L'année suivante elle apparait dans le Calendrier Pirelli photographiée par Bruce Weber, mais elle est présente également en 2004 puis 2009 dans ce calendrier. Selon le magazine Forbes, son salaire est estimé à 3 500 000 dollars en 2004,. Lorsque Kate Moss perd son contrat avec H&M en 2005, elle est sollicitée pour les publicités de la marque suédoise.
Elle devient l’égérie de Givenchy. Muse et amie de Riccardo Tisci, Mariacarla Boscono  est apparue dans plusieurs campagnes pour Givenchy, notamment pour le parfum Dahlia Noir en 2011. Entre-temps en 2008, elle est l’égérie publicitaire des marques Pucci, Hermès, John Galliano et Moschino et défile notamment pour Gucci, Dolce & Gabbana, Fendi, Dior, Versace, Yves Saint Laurent et Jean Paul Gaultier. Fin 2008, elle pose pour le nouveau parfum de Moschino, Glamour, et est photographiée par Patrick Demarchelier. Elle décroche également une campagne Dolce & Gabbana avec Caroline Trentini et Karlie Kloss.
L'année 2009, elle apparaît en couverture de l’édition sud-coréenne du magazine W et devient le visage des marques Salvatore Ferragamo et Dolce & Gabbana. Elle fait également la couverture de Vogue Brésil fin 2015 avec Naomi Campbell.
Vogue Paris la cite comme étant l'une des 30 meilleures mannequins des années 2000. Ponctuellement, elle fait aussi du théâtre,.

## Vie privée
Mariacarla Boscono était mariée à un entrepreneur italien, Andreas Patti. Ensemble, ils ont une fille née en août 2012. À partir de 2017, elle entretient une relation avec Guido Siena, puis dès l'année suivante, elle est vue plusieurs fois avec le rappeur italien Ghali, sans que leur relation soit officielle.